# تخت رستم (سمنگان)
تَختِ رُستَم نام یکی از دیدنی‌ترین آثار تاریخی  افغانستان ، ، سایت باستانی تخت رستم ، در نزدیکی شهر ایبک ، مرکز ولایت سمنگان ، در شمال گذرگاه‌های هندوکش واقع شده است.
این تخت عظیم سنگی با قدمت حدود ۳۵۰۰سال، تختگاه رستم، و یکی از مهم ترین بناهای به جا مانده از دوره ی زرتشتیان می باشد. محیط توپ رستم(تشله رستم) حدود ۸۵متر است و در اطراف آن غار ها و اتاق های متعددی وجود دارد. بوداییان از این اتاق ها به عنوان معبد یا بت خانه استفاده می کردند. آنها بت های خود را در این مکان نگه داشته و به عبادت آنها می پرداختند. این تخت همچنین دارای حفره هایی برای نگه داری و مخفی نمودن اشیای گران بها و مسکوکات آن زمان بوده است.
افغانستان دارای مکان‌های مختلف باستانی است که در آن از صخره‌ها غارها را تراشیده‌اند و بودایی‌ها در آنها ساکن شده‌اند.
این سایت شامل یک مجموعه استوپا با صومعه است که از آهک تراشیده شده‌است.
استوپا قدیمیترین بنای مذهب بودیسم است و در ابتدا تنها شامل تپه ای گنبدی شکل بوده که از گل یا در مکانهای کم‌آب از توده ای سنگ ساخته می‌شده‌است تا پوششی بر آثار مقدس بودا باشد
استوپا (زبان سانسکریت : m. ,स्तूप "پُشته") نوعی بنای تپه‌مانند یا سازه‌ای نیم‌کره است که از آن به‌عنوان محلی برای مراقبه و مدیتیشن استفاده می‌شود.
تخت رستم که در بالای تپه‌ای واقع شده‌است، اولین تحول معماری بودایی در افغانستان را نشان می‌دهد.
غارهای دیگری نیز در نزدیکی جلال‌آباد و غزنی کشف شده‌اند.
هنر هیکل تراشی و مجسمه سازی نیز در این دوره بسیار مرسوم بوده و رونق داشته است. نشانه های این هنر بر روی دیوارها به وضوح قابل مشاهده می باشد.
تخت رستم و غارهای آن که مربوط به دوره بودایی است و غارهای آن امروزه تقریباً %٢٥ ویران شده‌است. خود تخت نیز نیاز به بازسازی دارد.تمدن بلخ و بامیان و شهر ضحاک، دره اژدر (اژدها)، شهر غلغله، دره فولادی، چهل دختران ، غار یخی ، [[تندیس‌های بودا در بامیان|بت‌های بزرگ بودا، مغاره‌ها،  کوه بابا ، شهر شاهی ، بالاحصار و چهل‌برج از بارزترین نمونه های آثار باستانی افغانستان هستند. در بامیان روبروی مجسمه های بودا پارک ملی بند امیر قرار بود مجموعه ای فرهنگی ایجاد شود 
1. گنجینه باختر یا طلاتپه در نزدیکی شهر شبرغان در سال ۱۹۷۸ میلادی مشتمل بر بیش از بیست هزار آرایه‌های طلا، پارچه‌های زیور و سکه‌های بجای‌مانده از دوره‌های کوشانیان و اشکانیان است

1. تمدن آمودریا ( Oxus Civilization) هزاران شی باستانی از جغرافیای افغانستان  بویژه تمدن خراسان بزرگ  در طول جنگهای داخلی و قبل از آن به غارت رفته که در موزه های خارجی است . مجسمه های سنگی و برنزی بودا از حوزه خراسان بزرگ   و  از بودا  و  نشانه های بودایی مانند مراسم بنُ  و همچنین عود یا دود مقدس و علامت صلیب شکسته و بخت و اقبال که از ادیان باستانی سرزمین

افغانستان بودند نکته قابل جالب توجه  است.                                                                               